# Oecetis eddlestoni
Oecetis eddlestoni là một loài Trichoptera trong họ Leptoceridae. Chúng phân bố ở miền Tân bắc.